# Casbia ereutha
Casbia ereutha là một loài bướm đêm trong họ Geometridae.